# Maryborough (Queensland)
Pour les articles homonymes, voir Maryborough (Victoria).
Maryborough est une ville (« city ») du sud est du Queensland en Australie sur la rivière Mary River à environ 250 kilomètres au nord de Brisbane et à proximité de Hervey Bay. Elle compte 21 501 habitants en 2006.

## Histoire
La ville fut créée en 1843, devint commune en 1861 et « city » en 1905. Pendant les années 1800, la ville a été un des principaux points d'entrée pour les immigrants du monde entier qui venaient s'installer au Queensland. Depuis, la ville s'est reconvertie dans l'industrie de la laine, du bois et du sucre.
La ville connut un début de peste en 1905. Un cargo venant de Hong Kong, où la peste était endémique, était dans le port lorsqu'un docker, Richard O'Connel, ramena chez lui des sacs en toile pour y faire dormir dessus ses enfants. Cinq des sept enfants du docker, deux nourrices et un voisin moururent de la maladie. Il n'y eut pas d'autres cas, mais un vent de panique souffla si fort sur la ville que des gens se rassemblèrent pour demander que la maison soit brûlée.

## Industrie
La principale compagnie industrielle de la ville est aujourd'hui EDI Rail (Downer Rail), anciennement Walkers Limited. Une entreprise d'ingénierie lourde, qui a construit une grande partie de matériel roulant de locomotive pour Queensland Rail et dans les années passées a été impliqué dans la construction navale.
EDI Rail, en collaboration avec Bombardier Transport, construit et testé Transperth qui ont été lancés à Perth, à la fin de 2004.

### Éducation

#### Primaire
- State Albert State School
- Maryborough Central State School
- Maryborough West State School
- Parke State School
- Sunbury State School
- Tinana State School Granville State School
- St Helens State School

Écoles privées
- Riverside Christian Collège
- St Mary's Primary School

#### Collège
- Aldridge State High School
- Maryborough State High School

Écoles privées
- Riverside Christian College
- St Mary's College

#### Lycée
- Wide Bay Institute of TAFE Ecology

## Jumelage
- Tauranga, Nouvelle-Zélande